# André Even
André Even (Pont-l'Évêque (Calvados), 11 de janeiro de 1926 - setembro de 2009) basquetebolista francês que conquistou a medalha de prata disputada nos XIV Jogos Olímpicos de Verão realizados em Londres no ano de 1948.